# 今日澳門
《今日澳門》，是在1990年創刊、於澳門發行的葡萄牙語綜合性日報報章，該報的內容以當地消息為主，讀者群主要為澳門官員、商界以及葡人社群。自2001年起報社所有權轉讓以來，社長的職位由在葡萄牙出生、同時身兼記者和作家的左凱士（葡萄牙語：Carlos Morais José）所擔任。
《今日澳門》以日報形式發行，逢星期六、日及公眾假期休刊，平日一般刊印十六版，星期五內容會加印至約二十四版，常設版面內容可粗略分為新聞（政治、社會、特寫分析）、評論（社論及專欄）、體育消息與藝術文化，較前版面及末頁則會加入國際及經濟新聞。該報全部內容均上載至官方網頁。
該報為新聞出版廠有限公司（Fábrica de Notícias, Lda）所有，負責人為左凱士，該公司由一群股份數量和身份未披露的私人股東組成。

## 歷史
《今日澳門》創刊於1990年，其葡語名稱原為「Macau Hoje」。由於多年來受到十多起大部分由律師華年達（葡萄牙語：Jorge Neto Valente）所提出的涉嫌違反新聞自由和誹謗的法律訴訟的關係，「Macau Hoje」最終在2001年因罰款和法律訴訟所帶來的財務問題而停刊。同年，《今日澳門》的所有權轉讓至新聞出版廠有限公司，其葡語名稱從「Macau Hoje」改為「Hoje Macau」，中文譯名以及原來的記者和員工得以保留，並於9月5日宣布正式出版。新社長左凱士在社論中說，《今日澳門》（Hoje Macau）是首個把自身定義為當地的葡萄牙語報紙，而不是葡萄牙報紙，他又表示該報致力於反映澳門人的渴求和意見，以及維護葡語作為澳門特區官方語言的地位。
1999年澳門主權移交後，閱讀葡文報刊的讀者驟減，為擴大讀者群，一些當地葡文報紙開始出版英文刊物 ，例如《句號報》曾於1999年首先出版英文增刊，但效果並不理想。《今日澳門》亦一度短暫附設英文版，2002年2月，《今日澳門》出版英文周報《新時代》（New Times），每期銷售量約在600份左右，與大部份葡文報章的銷售量相若。同年八月，《新時代》因廣告收入無以為繼導致嚴重虧損而終刊。

## 外部連結
- 今日澳門網站（页面存档备份，存于）